# Stenaspilatodes
Stenaspilatodes là một chi bướm đêm thuộc họ Geometridae.